# 6839 Ozenuma
6839 Ozenuma este un asteroid din centura principală de asteroizi.

## Descriere
6839 Ozenuma este un asteroid din centura principală de asteroizi. A fost descoperit pe 18 noiembrie 1995 la Oizumi de către Takao Kobayashi. El prezintă o orbită caracterizată de o semiaxă mare de 2,87 ua, o excentricitate de 0,08 și o înclinație de 1,0° în raport cu ecliptica.